# Mimosa sagotiana
Mimosa sagotiana är en ärtväxtart som beskrevs av George Bentham. Mimosa sagotiana ingår i släktet mimosor, och familjen ärtväxter. Inga underarter finns listade i Catalogue of Life.